# Contrato de suministro
El contrato de suministro es un tipo particular contrato mediante el cual el proveedor (o suministrador) se compromete a realizar en el tiempo una serie de prestaciones periódicas, determinadas o indeterminadas, a cambio del pago de un precio, que puede ser unitario o por cada prestación periódica.
Algunos filósofos del derecho equiparan este contrato a una compraventa mercantil negándole autonomía. Sin embargo, el de suministro se distingue de la compraventa por los siguientes motivos: a)la compraventa es un contrato instantáneo, en tanto que el suministro es de tracto sucesivo; b) la compraventa no puede tener por objeto la prestación de servicios, el suministro sí; c) el contrato de compraventa puede ser civil o mercantil, en tanto que el suministro siempre es mercantil; d)el contrato de compraventa es traslativo de dominio, el de suministro puede ser además, traslativo de uso o de disfrute, o tener por objeto la prestación de servicios personales. Por tanto, no se confunden ni se identifican ambos tipos de contratos. Ejemplos del mismo son el suministro de servicios públicos o de servicios privados.

## Definición y alcance
Según Joaquín Garrigues Díaz-Cañabate, puede definirse como: «el contrato por el que una empresa (suministrador o proveedor) se obliga mediante un precio unitario a entregar a otra (suministrado) cosas muebles en épocas y cantidad fijada por el contrato o determinado por el acreedor de acuerdo a sus necesidades». Mientras que para el autor Emilio Novoa es «un contrato principal, consensual, conmutativo y oneroso por el cual una de las partes se obliga al suministro o entrega de cosas genéricas en cantidad y tiempos determinados (o sin determinar y según pedidos) mediante precio estipulado o que pueda estipularse con independencia de las partes».

## Funciones
Su función económica consiste en satisfacer las necesidades periódicas que tiene el cliente (o suministrado) de recibir determinadas cosas muebles sin tener que estipular tantos contratos como periodos de necesidad que tenga. Por lo tanto, es un contrato
- que elimina la pluralidad de contratos,
- que ofrece seguridad al suministrado en cuanto a la recepción de los bienes que necesita, y
- que permite que el suministrador pueda calcular y prever la colocación de su producción.

el interés asegurable

## Características
El contrato que se describe a continuación posee varias características fundamentales que permiten clasificarlo dentro de una categoría específica dentro del derecho contractual. A continuación se explican detalladamente:

### A. Bilateral
Se trata de un contrato bilateral, ya que ambas partes se obligan recíprocamente. Por un lado, una de las partes debe realizar prestaciones periódicas que ocurren en fechas determinadas y prestaciones continuas que no se interrumpen en el tiempo. Por otro lado, la contraparte se obliga al pago de dichas prestaciones y esta reciprocidad es esencial para su funcionamiento.

### B. Oneroso
Es un contrato oneroso, lo que significa que ambas partes buscan obtener una utilidad o beneficio económico o equivalente y no se celebra de manera gratuita, sino que implica un intercambio con valor para ambas partes.

### C. Consensual
Este contrato se perfecciona por el solo acuerdo de voluntades, es decir, no requiere de formalidades adicionales como la firma de un documento escrito o la entrega de una cosa. Basta con que ambas partes estén de acuerdo sobre los elementos esenciales: los bienes o servicios y el precio.

### D. De tracto sucesivo
Las prestaciones que nacen del contrato se desarrollan en el tiempo, de manera periódica o continua, lo que implica que no se agotan en un solo acto, sino que se prolongan y repiten en intervalos, manteniendo vigencia a lo largo del tiempo.

### E. Principal
Este contrato es autónomo y no depende de otro contrato para existir o surtir efectos. Tiene vida jurídica propia, a diferencia de los contratos accesorios que requieren de otro principal para tener validez.

### F. Nominado
Se considera un contrato nominado porque está regulado expresamente por el Código de Comercio, el cual establece disposiciones claras sobre su formación, desarrollo, cumplimiento y extinción.

### G. Conmutativo
La conmutatividad del contrato implica que ambas partes conocen desde el principio las ventajas o prestaciones que recibirán, y se considera que hay un equilibrio entre lo que cada una entrega y recibe. Existe una equivalencia económica entre las obligaciones.

### H. De libre discusión
Por lo general, las partes son libres de negociar cada una de las cláusulas del contrato. No obstante, en muchos servicios actuales como telefonía celular, suministro de agua o electricidad, las condiciones suelen venir predeterminadas, adoptando la forma de contratos de adhesión, en los que una parte impone las condiciones sin negociación.

### I. De duración
Es un contrato clasificado como contrato de larga duración, ya que el elemento temporal es esencial. Las obligaciones que se derivan de él se cumplen en el tiempo, en forma periódica e ininterrumpida, lo cual lo distingue de otros contratos que se agotan en un solo acto.

## Contenido
El contenido del contrato suele tener por objeto cosas muebles genéricas (materia prima, agua, gas...) la calidad de las cuales se determina normalmente en el contrato mediante la descripción exacta o mediante muestras. En cuanto a la cantidad que se debe suministrar, bien puede aparecer determinada en el contrato o bien se puede dejar para una determinación posterior según las necesidades del suministrado. En este último caso, se suele fijar un mínimo y un máximo que el suministrador debe proporcionar.
En cuanto al precio, se puede pactar de forma unitaria por todas las prestaciones o bien para cada prestación de forma separada.

## Incumplimiento
Con relación al incumplimiento del contrato, se debe tener en cuenta que cada prestación y contraprestación constituyen una unidad jurídica que se puede aislar del resto. Por lo tanto, el incumplimiento de una no se propaga a las prestaciones que ya se han realizado.
El incumplimiento de una prestación debe permitir instar la resolución del contrato en cuanto a futuras prestaciones, cuando la parte que ha cumplido no tenga la certeza de que serán cumplidas debidamente.

## Incumplimiento, cesión y terminación del contrato
En el marco de los contratos de suministro, existen diversas situaciones que pueden afectar su continuidad o modificar su titularidad. A continuación se describen tres aspectos clave: el incumplimiento, la cesión y la terminación del contrato.

### Incumplimiento del contrato
El incumplimiento de las obligaciones por parte de uno de los contratantes puede dar lugar a la finalización del contrato por parte de la parte que sí ha cumplido. Para que esta decisión sea válida, los perjuicios derivados del incumplimiento deben ser graves y significativos, hasta el punto de afectar la confianza necesaria para continuar con los suministros futuros. No obstante, en el caso del proveedor, este deberá notificar con anticipación razonable al consumidor antes de dar por terminado el contrato, asegurando así un margen de previsibilidad.

### Cesión del contrato
Dado que el contrato de suministro es de ejecución sucesiva, su cesión a un tercero es legalmente posible, salvo que exista una prohibición expresa por ley o por cláusula contractual. La cesión puede efectuarse sin necesidad de aceptación explícita por parte del contratante cedido, siempre que este haya demostrado tácitamente su conformidad con la continuidad del contrato bajo las mismas condiciones. Esta flexibilidad facilita la transferencia del contrato en el contexto comercial, manteniendo su vigencia operativa.

### Terminación del contrato
Cuando no se ha estipulado una duración fija para el contrato, cualquiera de las partes tiene la facultad de darlo por terminado, siempre que se realice un preaviso con la antelación adecuada. Esta antelación puede estar determinada por acuerdo expreso, por la costumbre mercantil, o por las particularidades del contrato y es importante destacar que, debido a su naturaleza de tracto sucesivo, el contrato de suministro se da por terminado y no resuelto, incluso en caso de incumplimiento, ya que las prestaciones ejecutadas (como bienes consumidos o servicios utilizados) no pueden ser restituidas.

## Legislaciones
Tratados internacionales
El contrato de suministro de servicios internacionales está regulado por el artículo 73 de la Convención de Viena sobre Compraventa Internacional de Mercaderías (1980).
Argentina
Se encuentra regulado en el Título IV, capítulo 3 del  Código Civil y Comercial de la Nación, disponiendo en su primer artículo: "Suministro es el contrato por el cual el suministrante se obliga a entregar bienes, incluso servicios sin relación de dependencia, en forma periódica o continuada, y el suministrado a pagar un precio por cada entrega o grupo de ellas".
Colombia
Está regulado por el Título III del Código de Comercio.
Italia
Se regula en el del código civil, en el Capítulo V del Título III, entre los artículos 1559 y 1570.